# Фернандес, Лео (снукерист)
Ле́о Ферна́ндес (англ. Leo Fernandez, род. 5 июля 1976 года) — ирландский профессиональный игрок в снукер. С 2010 года на международных соревнованиях представляет Англию.

## Карьера
В 2007 году Фернандес закончил сезон в PIOS в числе лидеров, и благодаря этому получил право выступать в мэйн-туре. Но из-за плохих результатов он не смог закрепиться в мэйн-туре ещё на один сезон, и вновь выбыл в PIOS. Фернандес и раньше был в профессионалах, но ни разу не смог продержаться в туре два сезона. Лучшим достижением ирландца является 1/8 финала Welsh Open 2003 года, когда он победил Фергала О’Брайена и Марка Кинга. В 1999 году он достиг 1/16 финала чемпионата мира, но проиграл Ронни О'Салливану 3:10. В 2004 на том же турнире Лео имел ещё одну возможность попасть в основную стадию, но в матче за выход в 1/16 уступил Доминику Дэйлу, 8:10.
Лео Фернандес был соперником Джейми Бёрнетта в матче чемпионата Великобритании 2004 года, когда Бёрнетт сделал первый и пока единственный брейк больше 147 очков (148).